# SFK Etar Weliko Tarnowo
Der Sporten Futbolen Klub Etar Weliko Tarnowo ist ein bulgarischer Fußballverein aus Weliko Tarnowo.

## Geschichte
Der Verein wurde am 17. Juli 2013 gegründet. Die Mannschaft begann zunächst in der dritten Liga. 2016 stiegen sie in die zweite Liga auf und wurden dort in der ersten Spielzeit Meister. Nach der Saison 2016/17 konnte Tarnowo als Meister in die höchste bulgarische Fußballspielklasse aufsteigen und spielte ab da in der A Grupa. Es folgten immer Platzierungen, welche die Teilnahme an der Relegation bedeuteten, mit der besten Platzierung in der Saison 2018/19 als Tabellensiebenter. Über die Relegation konnte sich Tarnowo für die Europa-League-Playoffs qualifizieren. In der ersten Runde konnte Lokomotive Plowdiw und in der zweiten Runde Slawia Sofia überwunden werden. Im Finale unterlag der Verein Lewski Sofia mit 0:1. Nach dem Ausscheiden im Viertelfinale (1:3 gegen Slavia Sofia) des bulgarischen Pokals in der Saison 2017/18, folgte eine Saison später ebenfalls ein Ausscheiden im Viertelfinale. Gegen den späteren Pokalsieger Lokomotive Plowdiw stand ein 6:7 im Elfmeterschießen. In den Folgejahren konnte solch eine Platzierung nicht mehr erreicht werden.
Die Saison 2019/20 schloss der Verein als Zehnter von Vierzehn Vereinen ab und konnte über die Play-offs die Europa-League-Playoffs erreichen. Hier unterlag Tarnowo in der 1. Runde Botew Plowdiw mit 0:1.
In der Saison 2020/21 wurde der Verein Vorletzter und musste in die Abstiegsrunde. Nach vier Niederlagen in sechs Spielen konnte der Abstieg in die Wtora liga nicht verhindert werden.

## Erfolge
- Bulgarische Zweitligameisterschaft: 2016/17

## Bekannte Personen (Auswahl)
- Kiril Akalski: 2015/2016 als Torhüter im Verein
- Stanislaw Gentschew: von 2016/17 als Mittelfeldspieler im Verein, anschließend bis 2019 Assistent
- Denis Grgić: 2017/18 als Torwart im Verein
- Ventsislav Vasilev: von 2017 bis 2019 als Abwehrspieler im Verein
- Georgi Sarmow: von 2017 bis 2019 als Mittelfeldspieler im Verein
- Christo Iwanow: ab 2017 als Torhüter im Verein
- Georgi Pashov: 2018 als Abwehrspieler im Verein
- Wenelin Filipow: 2018 als Abwehrspieler im Verein
- Krassimir Balakow: 2018/19 Cheftrainer[5]
- Artjom Artjunin: 2018/2019 als Abwehrspieler im Verein
- Daniel Mladenow: 2018/2019 als Stürmer im Verein
- Iwan Stojanow: von 2017 bis 2020 als Mittelfeldspieler im Verein
- Jani Pechliwanow: ab 2017 als Abwehrspieler im Verein
- Alasana Manneh: 2018/19 als Mittelfeldspieler (Leihe) im Verein
- Krum Stojanow: von 2018 bis 2021 als Stürmer im Verein
- Iwan Iwanow: ab 2019 als Abwehrspieler im Verein, 2020 beendete er hier seine Karriere
- Erol Alkan: 2021 als Innenverteidiger im Verein
- Dimitar Berbatow: seit Anfang 2021 Stürmertrainer
- Romeesh Ivey: seit 2021 als Mittelfeldspieler im Verein
- Lovre Knežević: seit 2021 als Stürmer im Verein